# So (canción)
«So» es una canción del grupo de metal industrial Static-X. Es la canción número once y el segundo sencillo de su álbum Shadow Zone. Es también el último lanzamiento con el guitarrista Tripp Eisen. El vídeo musical fue dirigido por Darren Lynn Bousman e incluye a la banda actuando en el estudio 202 y varias escenas cortadas de Wayne Static tocando individualmente. También incluye escenas de Wayne conduciendo su camión. Alcanzó el número 37 en el Billboard Mainstream Rock Tracks.